# Prager Zeile

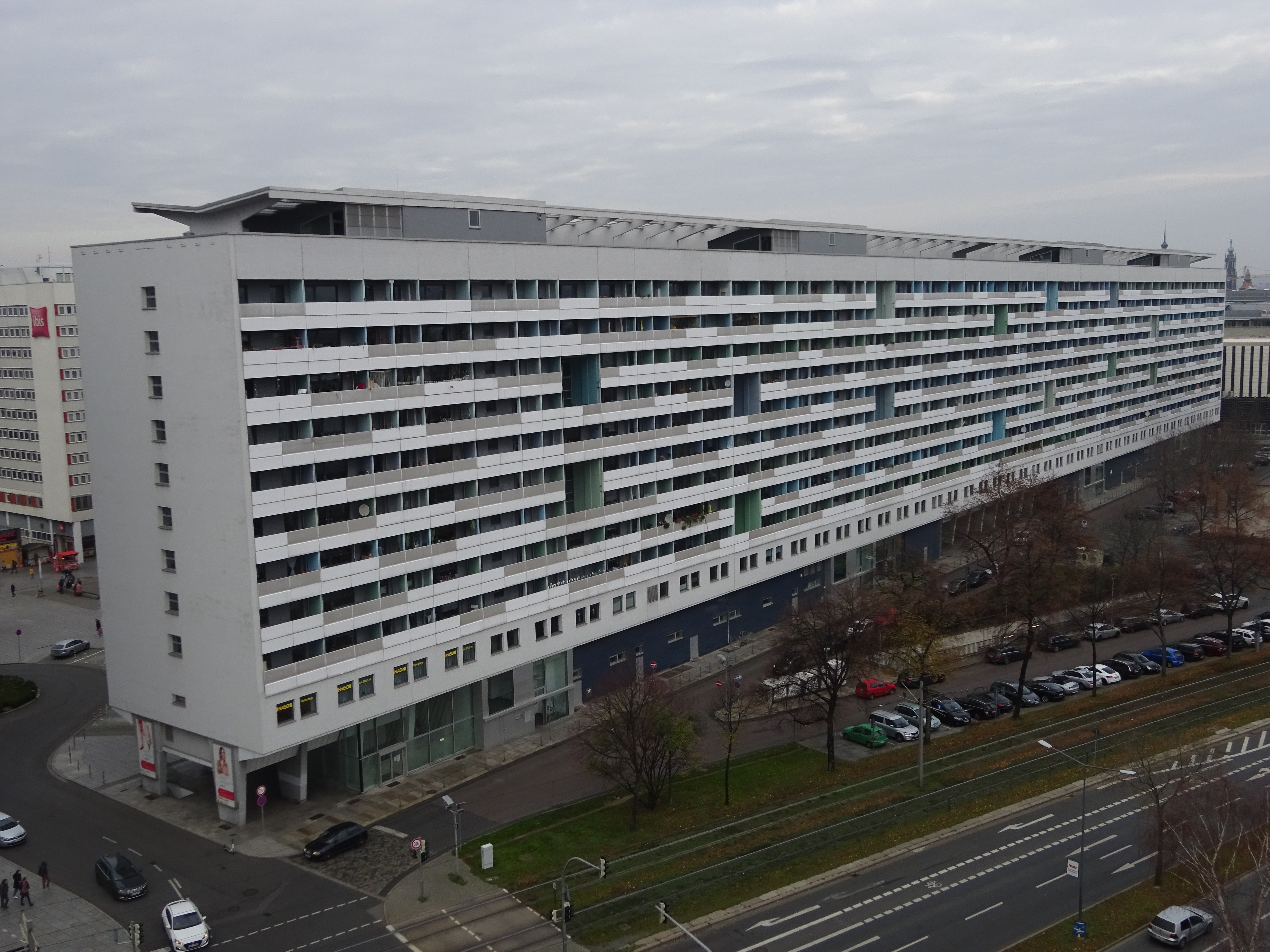
Prager Zeile nach der Sanierung

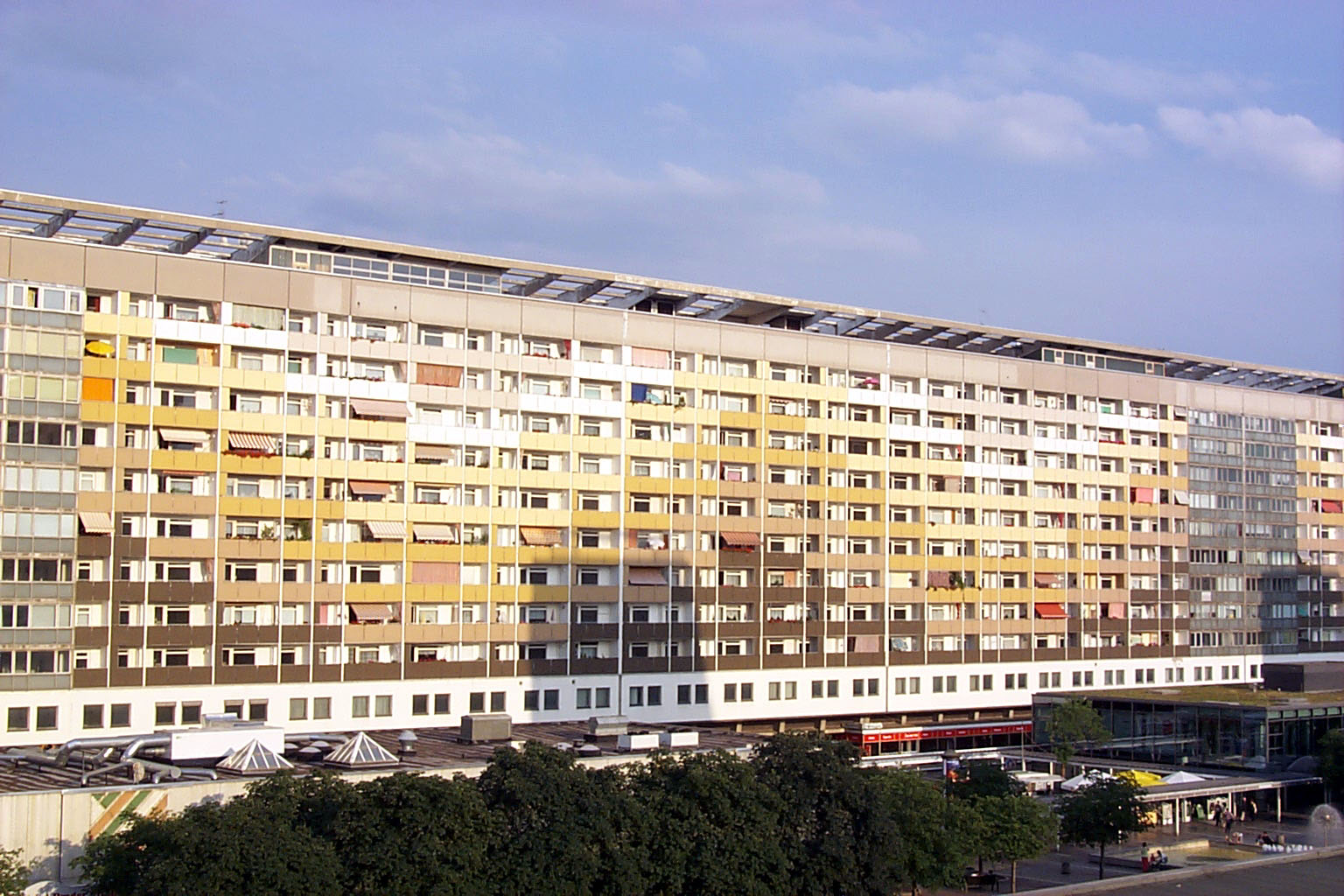
Prager Zeile vor der Sanierung (2005)

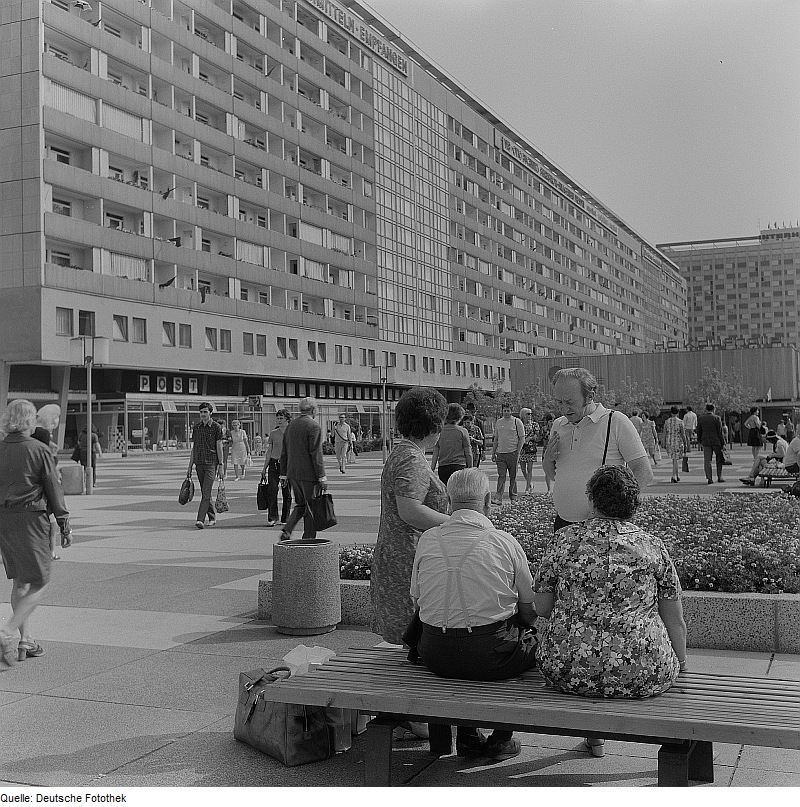
Wohnzeile Prager Straße (1969, Adresse damals: Christianstraße 6–12)

Das als Prager Zeile (die Benennung ab den 2000er Jahren, ab der Errichtung bis in die 1990er Jahre schlicht Wohnzeile Prager Straße) bezeichnete Wohn- und Geschäftshaus an der St. Petersburger Straße 26–32 in Dresden gilt mit 240 Metern Länge und zwölf Stockwerken als eines der längsten Wohnhäuser Deutschlands und war zum Zeitpunkt seiner Errichtung „das größte in der DDR errichtete Wohngebäude“. Es wurde nach Le Corbusiers Vorbild der Unité d’Habitation erbaut. Das Scheibenhochhaus bildet den östlichen Abschluss des zwischen 1965 und 1978 neu errichteten Ensembles an der 1945 zerstörten Prager Straße und ist als solches ein Beispiel der DDR-Nachkriegsmoderne.

## Bauwerk und Geschichte
Das Gebäude wurde von 1965 bis 1967 nach Entwürfen der Architekten Kurt Haller, Manfred Arlt und Karl-Heinz Schulze in 5-Mp-Plattenbauweise (Mp = Megapond) mit einer Loggienfassade und Sandsteingiebeln errichtet. Das Gebäude besteht dabei aus „fünf statisch voneinander unabhängigen Gebäudenteilen“ und wurde „wie die ihr gegenüber liegenden Hotelbauten [„Lilienstein“, „Königstein“ und „Bastei“] zwölfgeschossig ausgebildet“.
Die vertikale Mischnutzung des Gebäudes lässt sich unter anderem an der Fassade nachvollziehen. Das monolithisch errichtete Erdgeschoss wurde in vier Ladengruppen unterteilt und von Durchgängen zur Prager Straße durchbrochen. Im ersten Obergeschoss, das vollständig auf Stützen steht, wurden Büros mit 2580 Quadratmetern Nutzfläche eingerichtet. In den neun darauf folgenden Geschossen mit Loggiabrüstung wurden 612 Ein- und Zwei-Raum-Wohnungen errichtet. Eine Dachterrasse schließt das Gebäude ab, vor der Sanierung befanden sich auf dieser vier Pavillonbauten, die für „gesellschaftliche Nutzungen“ gedacht waren (Veranstaltungen aller Art). Während die Dachterrasse noch bis Anfang der 1970er Jahre ebenfalls gemeinschaftlich genutzt wurde, wurde diese später untersagt, da die Brüstungen zu niedrig ausgeführt waren.
Nach einem Hochhausbrand Anfang der 1970er Jahre in der St. Petersburger Straße 26 (damals: Leningrader Straße 26) wurden die zu leicht entflammbaren Balkonbrüstungen aus Wellpappe gegen PVC-Elemente ausgetauscht, jedoch wurde durch die einheitliche Farbgestaltung in Grün die zeilenartige Fassadenstruktur zunächst aufrechterhalten, bis sie durch Einzelaustausch nach Schäden durch jeweils unterschiedliche Farbgebung mehr und mehr sich auflöste. Die Farbgestaltung des Hauses vor der Sanierung 2007 stammte aus den 1990er-Jahren. Vom Keller der Zeile aus hat man Zugang zu einer Tiefgarage westlich des Gebäudes, sie befindet sich unterhalb des ebenerdigen Bereiches zwischen der Zeile und den Pavillonbauten auf der Prager Straße selbst und wurde aus Kostengründen so eingeordnet.
Das Gebäude war seit den 1990er Jahren sanierungsbedürftig, jedoch fand sich einige Jahre lang kein Interessent, der das wirtschaftliche Risiko der Umgestaltung des nicht einfachen Grundrisses eingehen wollte.
Im Jahr 2006 diente die Prager Zeile als Kulisse der Hochhaussinfonie, einer Live-Aufführung der Neuvertonung des Stummfilms Panzerkreuzer Potemkin durch die Pet Shop Boys mit den Dresdner Sinfonikern aus dem Jahre 2004. Im Rahmen der 800-Jahr-Feier Dresdens spielten die Musiker während der Aufführung in den Balkonen des Wohnblocks an der Prager Straße.

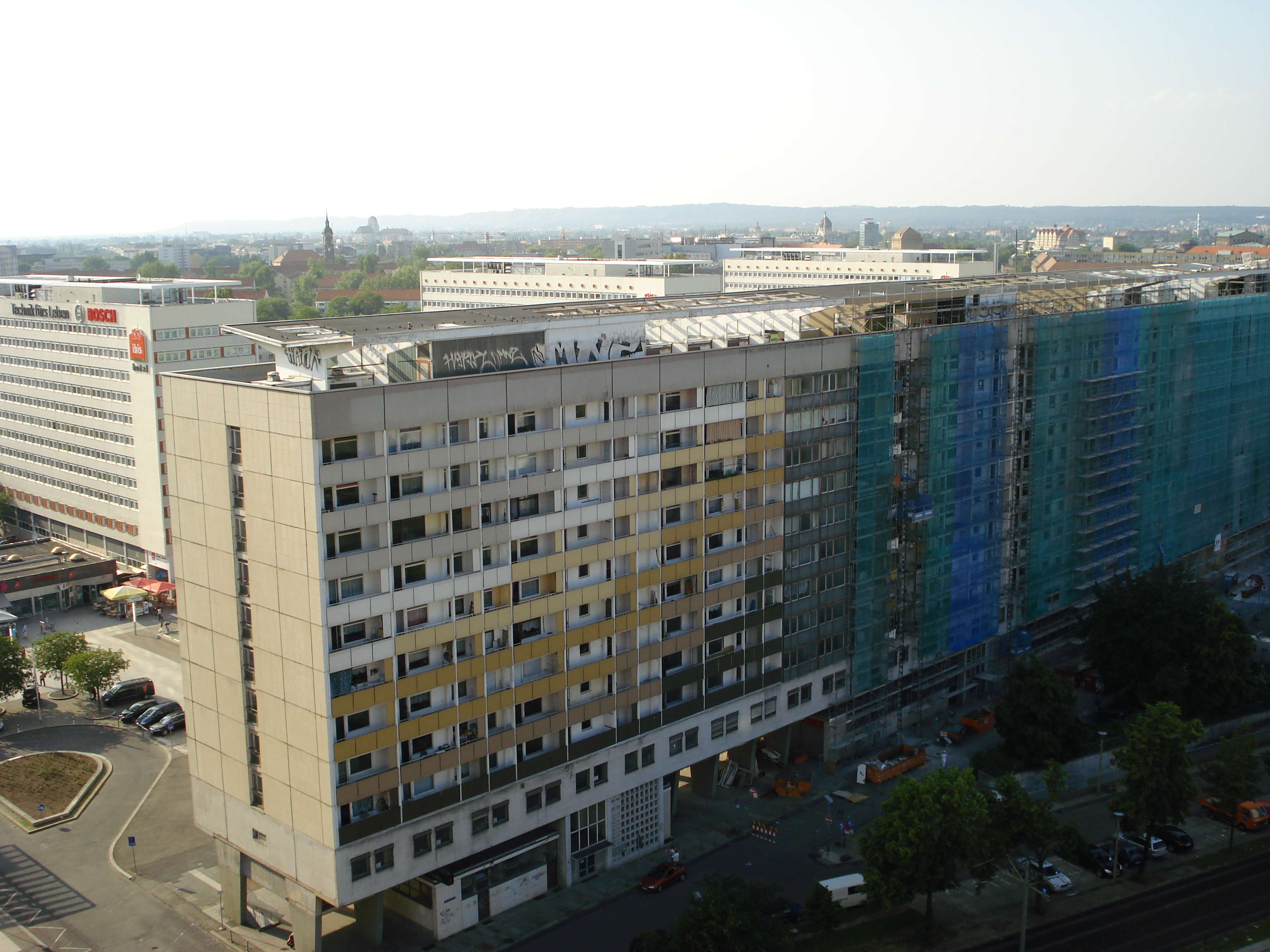
Die Prager Zeile während der Sanierung

Das Gebäude wurde 2007 saniert. Die Bauarbeiten wurden in mehreren Abschnitten ausgeführt, sodass bereits die ersten Mieter in sanierte Wohnung einziehen konnten, während in einem anderen Teil noch Mieter in „alten“ Wohnungen wohnten. Dabei entstanden durch Grundrissänderungen 561 Wohnungen: 143 Ein-Raum-, 402 Zwei-Raum-, 12 Drei-Raum- sowie 4 Penthouse-Wohnungen mit Loftcharakter. Mit dem neuen Wohnungsangebot vom einfachen Studentenappartement bis hin zum luxuriösen Penthouse werden sehr verschiedene Zielgruppen angesprochen. In der St. Petersburger Straße 32 wurden Wohnungen speziell auf das altersgerechte Wohnen zugeschnitten, deren Betreuung über einen Mietbegleitvertrag durch den Arbeiter-Samariter-Bund ermöglicht wird.
Die neue Fassadengestaltung seit 2007 orientiert sich in Stil und Farbmustern an der Moderne und fügt neue Elemente hinzu. Die neuen pulverbeschichteten Aluminium-Loggiabrüstungen in Lichtgrau dominieren in der Fassade und erzeugen mit der neuen Farbgebung ein „ausdrucksstarkes grafisches Muster“, dessen Struktur durch die augenfälligen Stadtloggien punktuell unterbrochen wird. Sie bringen als Mietertreffpunkte Tageslicht in die Flurbereiche und übernehmen zugleich wichtige Funktionen im Brandschutzkonzept des Hauses.
Für die Sanierung der Prager Zeile erhielten die Architekten Knerer und Lang aus Dresden und der Bauherr den Architekturpreis Zukunft Wohnen 2009 in der Kategorie Wohnen im Bestand.

## Verschiedenes
- Die Prager Zeile gilt als längstes Wohnhaus in Dresden. Im Vergleich dazu sind Leipzigs „Lange Lulatsche“ deutlich länger: die Lange Lene bringt es auf 333 Meter und die nicht mehr für Wohnzwecke genutzte Kaserne Möckern auf 345 Meter.
- Zum Musik-Ereignis 2006 mit der Prager Zeile als Bühne gibt es die Filmdokumentation „Hochhaussinfonie“[13][14][15], in der auch das Haus und einige Mieter dargestellt sind. Sie ist in der ARD-Mediathek bis 25. Mai 2024 verfügbar.[16]